# Acatlán (kommun i Mexiko, Veracruz, lat 19,70, long -96,84)
Acatlán är en kommun i Mexiko.   Den ligger i delstaten Veracruz, i den sydöstra delen av landet, 240 km öster om huvudstaden Mexico City. Antalet invånare är 2 929.
Följande samhällen finns i Acatlán:
- Veinticuatro